# The Christmas Album (Roberta Flack)
The Christmas Album è un album in studio della cantante statunitense Roberta Flack, pubblicato nel 1997.

## Tracce
1. The Christmas Song (Chestnuts Roasting on an Open Fire) - 3:54
2. There's Still My Joy - 3:30
3. We Three Kings of Orient Are - 6:08
4. 25th of Last December - 4:55
5. As Long as There's Christmas - 3:45 (con Peabo Bryson)
6. Because This Child Was Born - 4:25
7. When There's Love - 6:25
8. The Little Drummer Boy - 5:57
9. O Come All Ye Faithful - 4:34